# Saint-Jérôme (circonscription provinciale)
Pour les articles homonymes, voir Saint-Jérôme (homonymie).
Circonscription électorale provinciale du Canada
Saint-Jérôme est une circonscription provinciale située dans la région administrative des Laurentides et créée en 2011. Comptant 63 929 électeurs en 2023, Saint-Jérôme compte un écart positif de 26,1% d'électeurs au-dessus de la moyenne provinciale, en faisant l'une des circonscriptions comptant le plus d'électeurs au Québec, surpassant le seuil d'électeurs maximal à la Loi électorale.
Son député actuel est Youri Chassin comme député indépendant.

## Historique
La circonscription de Saint-Jérôme a été créée lors de la refonte de la carte électorale de 2011, alors que le territoire de la circonscription de Prévost a été scindé en deux, la ville de Saint-Jérôme formant à elle seule une circonscription qui prend son nom, et le reste, soit la ville de Prévost, étant rattaché à la circonscription de Bertrand.

## Territoire et limites
La circonscription de Saint-Jérôme comprend le territoire de la ville de Saint-Jérôme, la ville la plus peuplée de la région administrative des Laurentides. Elle se compose de quatre secteurs, auparavant des municipalités ayant été fusionnées en 2002 : Saint-Antoine, Lafontaine, Bellefeuille et son centre, l'ancienne ville de Saint-Jérôme.

## Liste des députés
| Législature                       | Années       | Député        | Député               | Parti            |
| --------------------------------- | ------------ | ------------- | -------------------- | ---------------- |
| Saint-Jérôme Créée depuis Prévost |              |               |                      |                  |
| 40e                               | 2012–2014    |               | Jacques Duchesneau   | Coalition avenir |
| 41e                               | 2014–2016    |               | Pierre Karl Péladeau | Parti québécois  |
| 41e                               | 2016–2018    | Marc Bourcier |                      | Parti québécois  |
| 42e                               | 2018–2022    |               | Youri Chassin        | Coalition avenir |
| 43e                               | 2022–présent |               | Youri Chassin        | Coalition avenir |

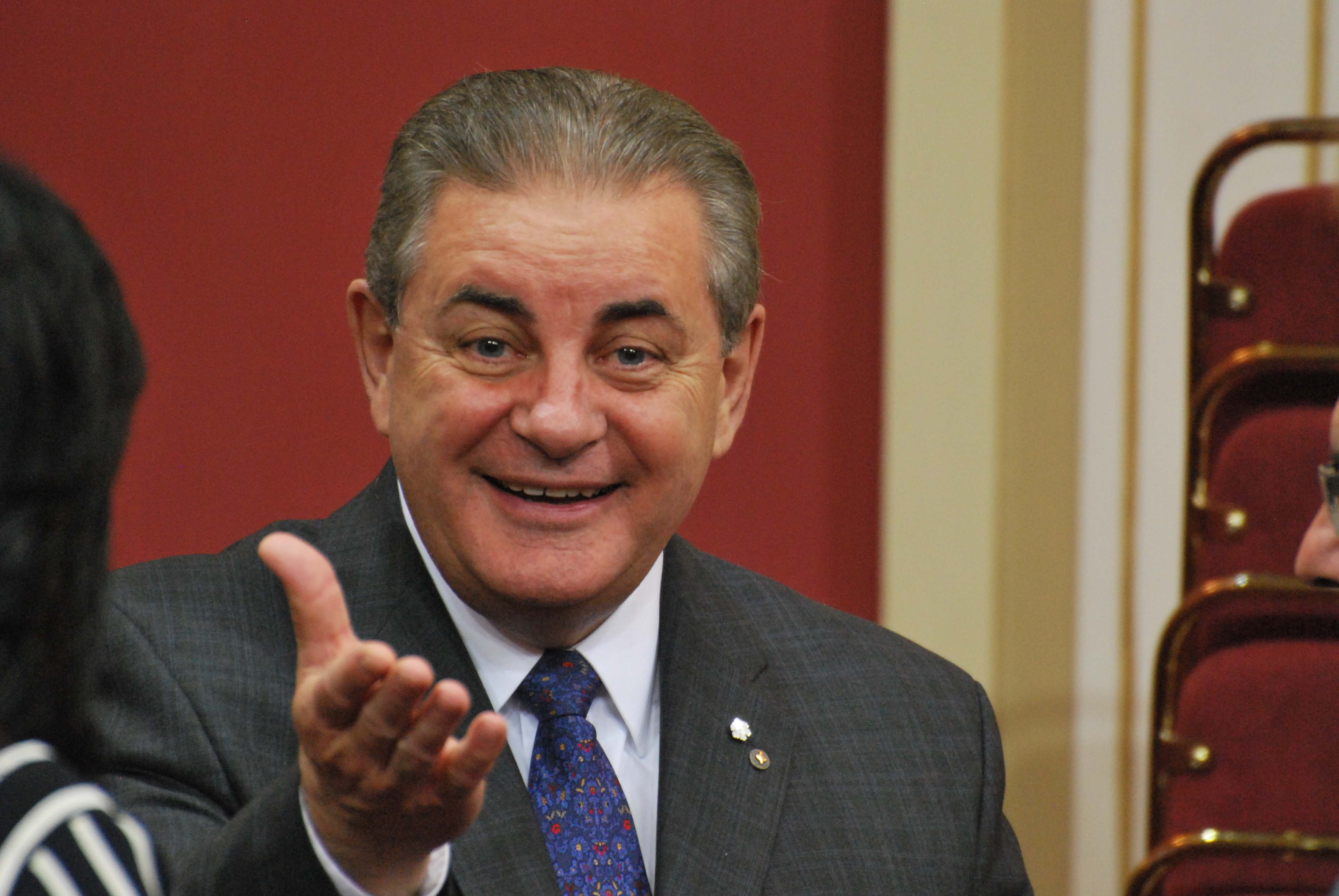
Jacques Duchesneau est député de Saint-Jérôme de 2012 à 2014 pour la Coalition avenir Québec.
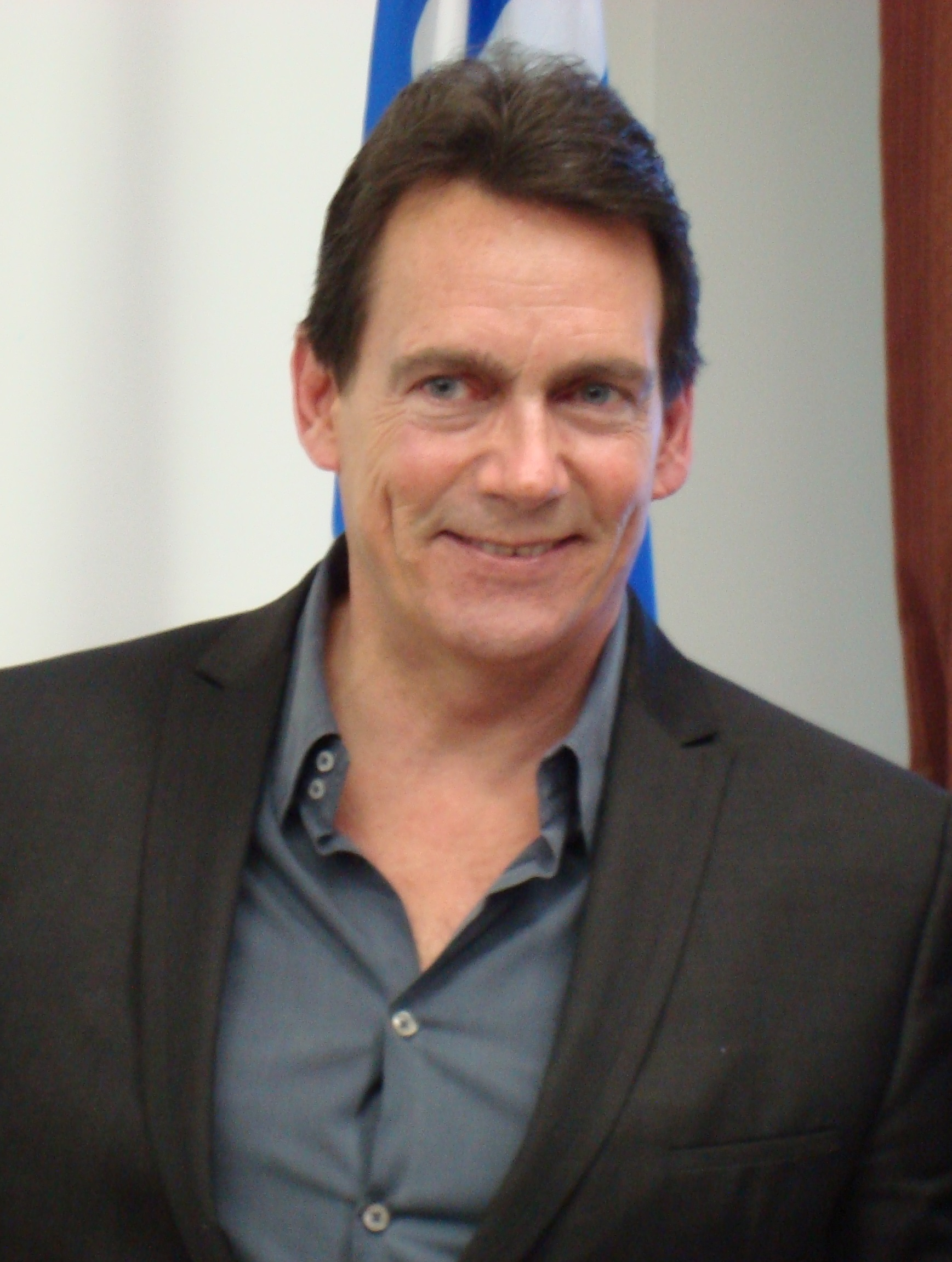
Pierre Karl Péladeau est député de Saint-Jérome de 2014 à 2016 pour le Parti québécois.

## Résultats électoraux
|                                                                                              |
| - Coalition avenir - Parti québécois - Parti libéral - Québec solidaire - Parti conservateur |

### Résultats détaillés
|                                                                                               | Nom                     | Parti            | Nombre de voix | %      | Maj.   |
| --------------------------------------------------------------------------------------------- | ----------------------- | ---------------- | -------------- | ------ | ------ |
|                                                                                               | Youri Chassin (sortant) | Coalition avenir | 20 527         | 50 %   | 12 800 |
|                                                                                               | Sandrine Michon         | Parti québécois  | 7 727          | 18,8 % | -      |
|                                                                                               | Marc-Olivier Neveu      | Québec solidaire | 6 411          | 15,6 % | -      |
|                                                                                               | Maxime Clermont         | Conservateur     | 3 998          | 9,7 %  | -      |
|                                                                                               | Martin Plante           | Libéral          | 1 858          | 4,5 %  | -      |
|                                                                                               | Marcella Bustamante     | Vert             | 517            | 1,3 %  | -      |
| Total                                                                                         | Total                   | Total            | 41 038         | 100 %  |        |
| Le taux de participation lors de l'élection était de 65,2 % et 610 bulletins ont été rejetés. |                         |                  |                |        |        |

|                                                                                               | Nom                     | Parti               | Nombre de voix | %      | Maj.  |
| --------------------------------------------------------------------------------------------- | ----------------------- | ------------------- | -------------- | ------ | ----- |
|                                                                                               | Youri Chassin           | Coalition avenir    | 17 225         | 43,7 % | 6 425 |
|                                                                                               | Marc Bourcier (sortant) | Parti québécois     | 10 800         | 27,4 % | -     |
|                                                                                               | Ève Duhaime             | Québec solidaire    | 6 243          | 15,9 % | -     |
|                                                                                               | Antoine Poulin          | Libéral             | 3 534          | 9 %    | -     |
|                                                                                               | Annabelle Desrochers    | Vert                | 677            | 1,7 %  | -     |
|                                                                                               | Normand Michaud         | Conservateur        | 345            | 0,9 %  | -     |
|                                                                                               | Sylvie Brien            | Citoyens au pouvoir | 294            | 0,7 %  | -     |
|                                                                                               | Christine Simon         | NPD Québec          | 141            | 0,4 %  | -     |
|                                                                                               | Giuseppe Starnino       | Parti libre         | 123            | 0,3 %  | -     |
| Total                                                                                         | Total                   | Total               | 39 382         | 100 %  |       |
| Le taux de participation lors de l'élection était de 65,9 % et 707 bulletins ont été rejetés. |                         |                     |                |        |       |

|                                                                                               | Nom              | Parti                        | Nombre de voix | %      | Maj.  |
| --------------------------------------------------------------------------------------------- | ---------------- | ---------------------------- | -------------- | ------ | ----- |
|                                                                                               | Marc Bourcier    | Parti québécois              | 9 151          | 46,3 % | 2 135 |
|                                                                                               | Bruno Laroche    | Coalition avenir             | 7 016          | 35,5 % | -     |
|                                                                                               | Naömie Goyette   | Libéral                      | 2 092          | 10,6 % | -     |
|                                                                                               | Marcel Gosselin  | Québec solidaire             | 867            | 4,4 %  | -     |
|                                                                                               | Émilianne Lépine | Vert                         | 407            | 2,1 %  | -     |
|                                                                                               | Olivier Lamanque | Option nationale             | 88             | 0,4 %  | -     |
|                                                                                               | Sébastien Roy    | Conservateur                 | 67             | 0,3 %  | -     |
|                                                                                               | Sengtiane Trempe | Parti indépendantiste (2008) | 40             | 0,2 %  | -     |
|                                                                                               | Éric Émond       | Changement Intégrité         | 34             | 0,2 %  | -     |
|                                                                                               | Louis Chandonnet | Équipe autonomiste           | 23             | 0,1 %  | -     |
| Total                                                                                         | Total            | Total                        | 19 785         | 100 %  |       |
| Le taux de participation lors de l'élection était de 33,9 % et 235 bulletins ont été rejetés. |                  |                              |                |        |       |

|                                                                                               | Nom                       | Parti            | Nombre de voix | %      | Maj.  |
| --------------------------------------------------------------------------------------------- | ------------------------- | ---------------- | -------------- | ------ | ----- |
|                                                                                               | Pierre Karl Péladeau      | Parti québécois  | 13 647         | 36,8 % | 1 962 |
|                                                                                               | Patrice Charbonneau       | Coalition avenir | 11 685         | 31,5 % | -     |
|                                                                                               | Armand Dubois             | Libéral          | 7 400          | 20 %   | -     |
|                                                                                               | Vincent Lemay-Thivierge   | Québec solidaire | 3 991          | 10,8 % | -     |
|                                                                                               | Mathieu Trottier-Kavanagh | Option nationale | 200            | 0,5 %  | -     |
|                                                                                               | Bruno Morin               | Conservateur     | 151            | 0,4 %  | -     |
| Total                                                                                         | Total                     | Total            | 37 074         | 100 %  |       |
| Le taux de participation lors de l'élection était de 67,3 % et 640 bulletins ont été rejetés. |                           |                  |                |        |       |

|                                                                                               | Nom                     | Parti            | Nombre de voix | %      | Maj. |
| --------------------------------------------------------------------------------------------- | ----------------------- | ---------------- | -------------- | ------ | ---- |
|                                                                                               | Jacques Duchesneau      | Coalition avenir | 16 179         | 40 %   | 897  |
|                                                                                               | Gilles Robert (sortant) | Parti québécois  | 15 282         | 37,7 % | -    |
|                                                                                               | Marc Bustamante         | Libéral          | 5 087          | 12,6 % | -    |
|                                                                                               | Vincent Lemay-Thivierge | Québec solidaire | 2 903          | 7,2 %  | -    |
|                                                                                               | Julien Benca            | Option nationale | 532            | 1,3 %  | -    |
|                                                                                               | Olivier Adam            | Vert             | 506            | 1,2 %  | -    |
| Total                                                                                         | Total                   | Total            | 40 489         | 100 %  |      |
| Le taux de participation lors de l'élection était de 75,4 % et 495 bulletins ont été rejetés. |                         |                  |                |        |      |